# Zderzak (maszynoznawstwo)

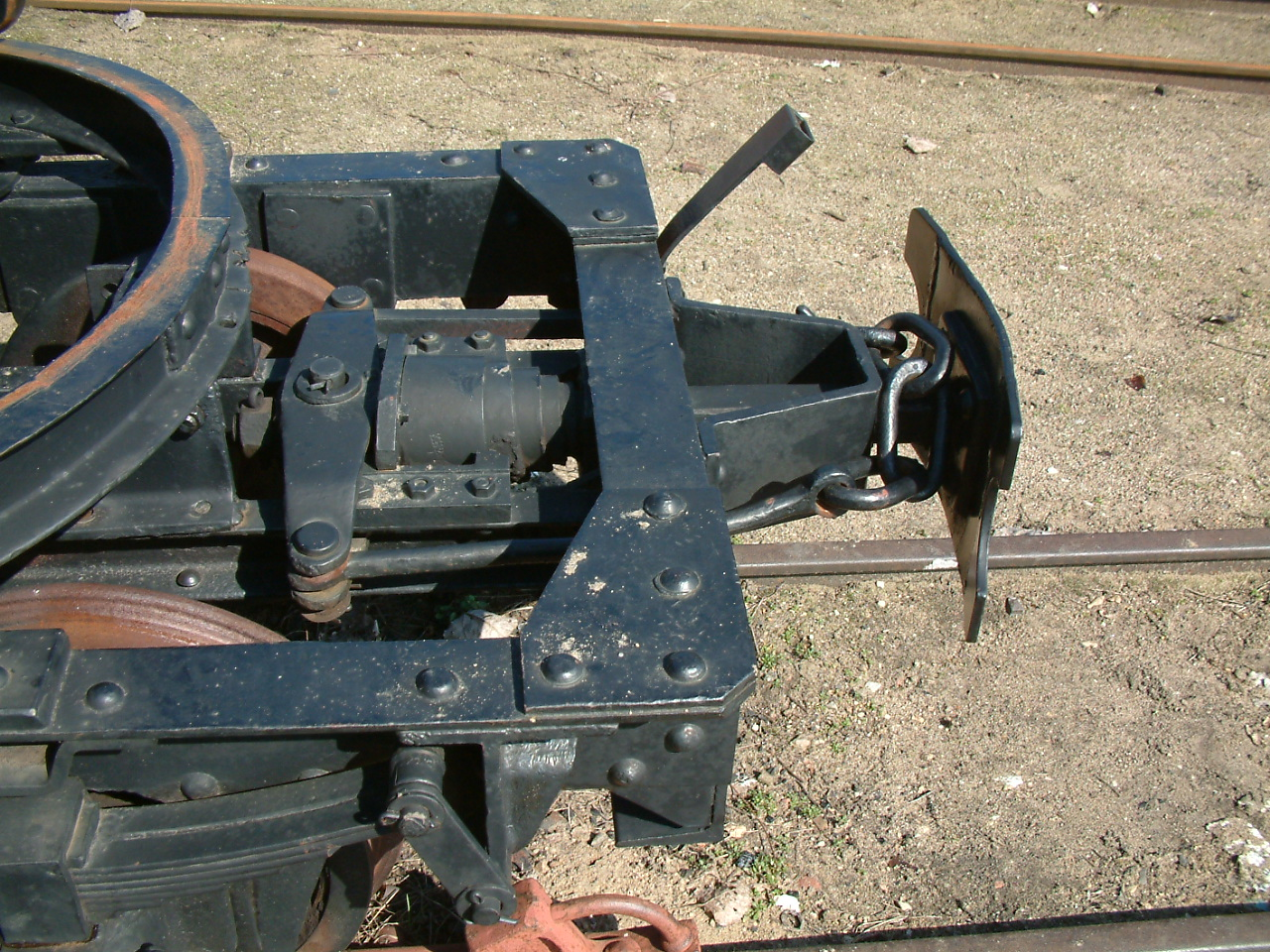
Zderzak kolejowy

Zderzak jest to element chroniący część lub zespół maszyny przed przemieszczaniem lub „element ograniczający ruch jakiegoś zespołu maszyny, przyrządu itp. lub też zmieniający prędkość albo kierunek tego ruchu” lub „urządzenie pochłaniające energię uderzenia”.